# Michel Dernies
Michel Dernies, nacido el 6 de enero de 1961 en Nivelles, es un ciclista belga ya retirado que fue profesional de 1983 a 1995. Actualmente es director deportivo del conjunto Roubaix-Lille Métropole.

## Palmarés
1983
- 3.º del Campeonato de Bélgica en Ruta

1988
- Gran Premio de Fráncfort

1990
- Kellogg's Tour, más 1 etapa
- 1 etapa de la Ruta del Sur
- 1 etapa del Tour de Romandía

1991
- Binche-Tournai-Binche

## Resultados en las Grandes Vueltas
| Carrera         | 1983 | 1984 | 1985 | 1986  | 1987  | 1988 | 1989  | 1990 | 1991  | 1992  | 1993  | 1994  | 1995 |
| --------------- | ---- | ---- | ---- | ----- | ----- | ---- | ----- | ---- | ----- | ----- | ----- | ----- | ---- |
| Giro de Italia  | -    | -    | -    | -     | -     | -    | -     | -    | -     | 84.º  | 125.º | 81.º  | -    |
| Tour de Francia | -    | -    | 96.º | 113.º | 115.º | -    | 108.º | 58.º | 105.º | 106.º | 116.º | 104.º | -    |
| Vuelta a España | -    | -    | -    | -     | -     | -    | -     | -    | -     | -     | -     | -     | -    |
| Mundial en ruta | -    | -    | -    | -     | -     | -    | -     | 37.º | 37.º  | -     | -     | -     | -    |

-: No participa

Ab.: Abandono

## Likn externo
- Ficha de Michel Dernies

- Datos: Q386790
- Multimedia: Michel Dernies / Q386790